# Carmell Jones
Carmell Jones (* 19. Juli 1936 in Kansas City (Kansas); † 7. November 1996 ebenda) war ein US-amerikanischer Jazz-Trompeter.

## Leben
Jones, seit der Kindheit mit Nathan Davis befreundet, besuchte nach vierjährigem Aufenthalt in der Armee (wo er auch ein eigenes Quintett leitete) die University of Kansas, deren Unterrichtsmethoden ihn zum Studien-Abbruch veranlassten. Horace Silver erzählt von ihm, er habe sich an Clifford Brown orientiert, dessen Klang Carmells Spiel in Silvers Quintett auch wirklich ähnelt. Er spielte mit Eddie „Cleanhead“ Vinson in Kansas und zog an die Westküste, wo er mit Shelly Manne, Teddy Edwards, Buddy Collette und Bud Shank spielte. Von 1961 bis 1964 war er Mitglied der Band von Harold Land, spielte aber auch mit Howard Rumseys Lighthouse All-Stars und dem Orchester von Gerald Wilson. 1964 wurde er Mitglied der Band von Horace Silver, bei dem er ein Jahr blieb. Auf dem Jazzlabel Pacific Jazz erschienen von 1961 bis 1963 Alben unter eigenem Namen. Jones ging 1965 nach Europa; er wurde Mitglied des Tanzorchesters des Sender Freies Berlin und spielte im Quintett von Johannes Rediske und später von Heinz von Hermann. In Berlin trat er auch mit Quincy Jones, Don Ellis, Dave Pike und Stan Kenton auf. Im Juni 1980 kehrte er nach Kansas City zurück.
Im Laufe seiner Karriere nahm Carmell Jones auch Platten mit Sarah Vaughan, Charles McPherson, Herbie Mann, Booker Ervin, Gerald Wilson, Red Mitchell, Jean-Luc Ponty, George Gruntz, Oliver Nelson und Jay McShann auf.
Seine 1971 in Berlin geborene Tochter, die Jazz- und Soulsängerin Stella Jones, lebt seit 1977 in Wien.

## Auswahldiskographie
Als Leader:
- Jay Hawk Talk (1965 – Prestige/OJC)
- The Remarkable Carmell Jones (Pacific Jazz)
- Business Meetin (Pacific Jazz)

Als Sideman:
- Tricky Lofton – Brass Bag
- Harold Land – Jazz Impressions of Folk Music (1971 – Imperial)
- Horace Silver – Song for My Father (mit Joe Henderson, Blue Note, 1964)
- Nathan Davis – The Hip Walk (mit Jimmy Woode, Kenny Clarke, Francy Boland, MPS 1965)